# アロンドラ・デ・ラ・パーラ

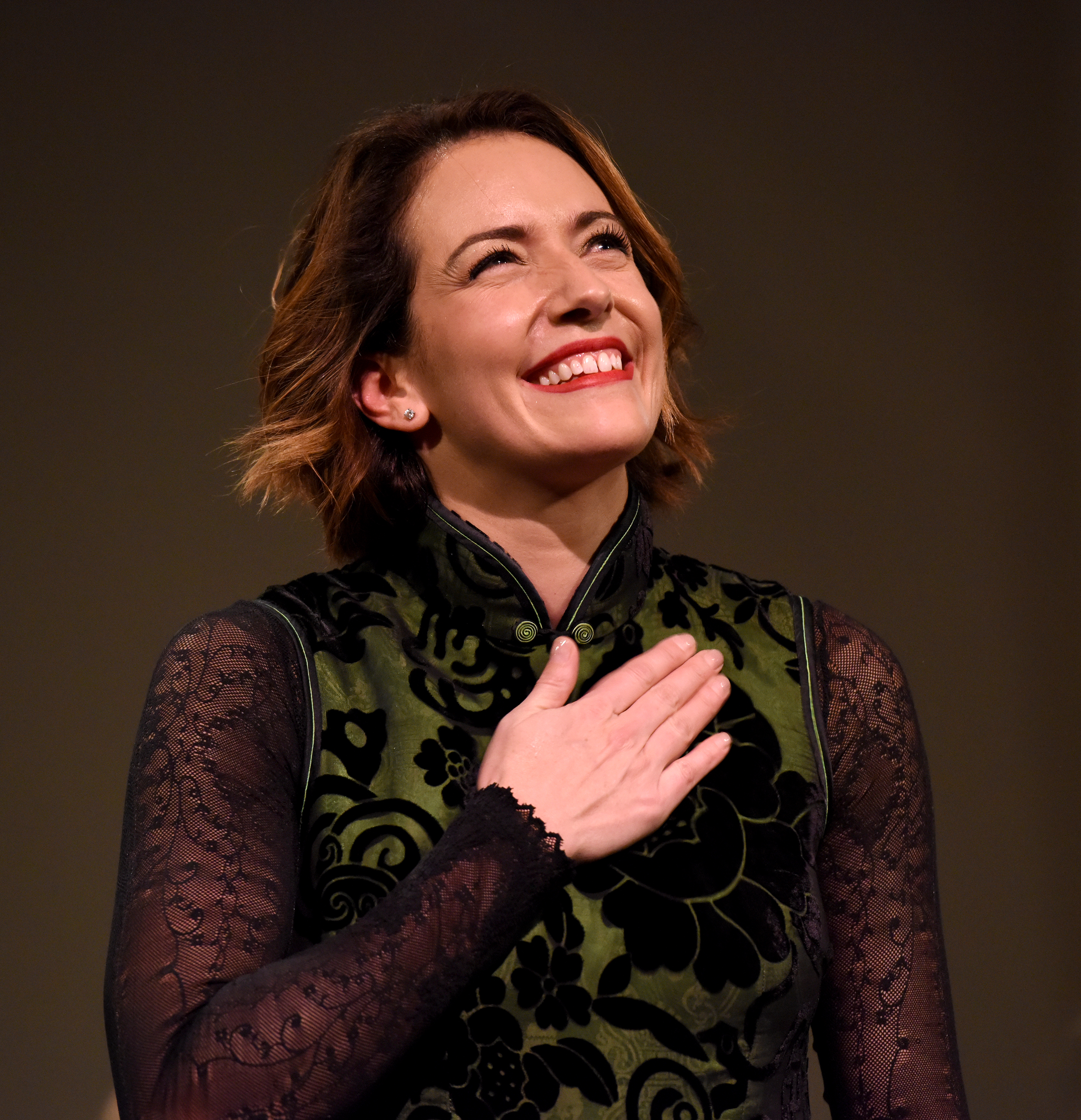
アロンドラ・デ・ラ・パーラ (2014年)

アロンドラ・デ・ラ・パーラ（Alondra de la Parra, 1980年10月31日 - ）は、メキシコの指揮者。フィルハーモニック・オーケストラ・オブ・ジ・アメリカスの創設者および芸術監督を務める。メキシコ観光省文化大使。

## 人物
小説家・脚本家の父と社会学者で教育者の母のもと、ニューヨークに生まれる。彼女が2歳の時にメキシコに移住する。
7歳でピアノを、13歳でチェロを習い始め、その頃に指揮者を志すようになった。15歳の時にイギリスの寄宿学校に学び、メキシコに戻るとメキシコシティの音楽研究センターにて作曲を学ぶ。さらに19歳のときにニューヨークに移り、マンハッタン音楽学校に通う。そこでピアノをジェフリー・コーエンに、指揮をケネス・キースラーに師事する。
ニューヨークでは指揮者の助手を務め、「遊びも趣味も全て犠牲にして勉強をしてきた」と語るほどの努力の甲斐もあって、客演で全米各地のオーケストラを指揮するに至った。
2004年、23歳の時にニューヨークを本拠に、世界20カ国以上の若手演奏家からなるフィルハーモニック・オーケストラ・オブ・ジ・アメリカス（POA）を創設した。POAでは、ニューヨークにて定例コンサートを開いている他、メキシコ・ツアーなどを行っている。
2005年、ヴァーモント州のアメリカ音楽祭の音楽監督に就任する。
2010年、CDデビュー。POAとの共演でMi Alma Mexicanaをリリース。
2011年9月、初来日。ジャパン・ヴィルトゥオーゾ・シンフォニー・オーケストラを指揮する。
2012年9月、2度目の来日。東京フィルハーモニー交響楽団を指揮、バンドネオン奏者三浦一馬と共演する。
近年、客演で指揮した主なオーケストラに、ニューワールド交響楽団、ダラス交響楽団、ヒューストン交響楽団、サンフランシスコ交響楽団、フェニックス交響楽団、サンアントニオ交響楽団、ロスアンジェルス室内管弦楽団、エドモントン交響楽団、ロシア国立交響楽団、サンパウロ交響楽団、メヒコ州立交響楽団、ワシントン・ナショナル・オペラなどがある。